# Coryne sargassicola
Coryne sargassicola is een hydroïdpoliep uit de familie Corynidae. De poliep komt uit het geslacht Coryne. Coryne sargassicola werd in 1988 voor het eerst wetenschappelijk beschreven door Calder. 